# Sheikh Hasina
Sheikh Hasina Wajed (em bengali:শেখ হাসিনা ওয়াজেদ; Tungipara, 28 de setembro de 1947) é uma política de bengalesa. Foi primeira-ministra de Bangladesh de junho de 1996 a julho de 2001 e novamente de janeiro de 2009 a agosto de 2024. Ela é filha de Sheikh Mujibur Rahman, o pai fundador e primeiro presidente de Bangladesh. Tendo servido por um total combinado de mais de vinte anos, ela é a primeira-ministra com o mandato mais longo na história do país. Seu mandato terminou em exílio autoimposto após uma série de protestos violentos em 2024.
Quando o regime autocrático de Hussain Muhammad Ershad chegou ao fim, Hasina, então líder da Liga Awami (AL), perdeu a eleição de 1991 para Khaleda Zia, com quem havia colaborado contra Ershad. Como líder da oposição, Hasina acusou o Partido Nacionalista de Bangladesh (BNP) de Zia de desonestidade eleitoral e boicotou o Parlamento, seguido por manifestações violentas e turbulência política. Zia renunciou a favor de um governo interino, seguido por Hasina se tornando primeira-ministra após a eleição de junho de 1996. Enquanto o país começou a experimentar crescimento econômico e redução da pobreza, permaneceu em tumulto político durante seu primeiro mandato, que terminou em julho de 2001, com Hasina sendo sucedida por Zia após sua vitória. Este foi o primeiro mandato completo de cinco anos para um primeiro-ministro de Bangladesh desde que o país se tornou independente em 1971.
Durante a crise política de 2006-2008, Hasina foi detida sob acusações de extorsão. Após sua libertação, venceu a eleição de 2008. Em 2014, foi reeleita para um terceiro mandato em uma eleição que foi boicotada pelo BNP e criticada por observadores internacionais. Em 2017, após quase um milhão de Ruaingas entrarem no país fugindo do genocídio em Mianmar, Hasina recebeu crédito e elogios por dar-lhes refúgio e assistência. Ela venceu um quarto e quinto mandato após as eleições de 2018 e 2024, que foram marcadas por violência e amplamente criticadas como fraudulentas.
Durante o seu governo, Bangladesh experimentou um retrocesso democrático. A Human Rights Watch documentou desaparecimentos forçados e execuções extrajudiciais generalizadas sob seu governo. Numerosos políticos e jornalistas foram sistematicamente e judicialmente punidos por desafiar suas opiniões. Em 2021, a organização Repórteres sem Fronteiras fez uma avaliação negativa da política de mídia de Hasina por restringir a liberdade de imprensa em Bangladesh desde 2014. Domesticamente, Hasina foi criticada por ser próxima demais da Índia, muitas vezes em detrimento da soberania de Bangladesh. Ela é vista como uma manifestação da interferência da Índia na política de Bangladesh, o que os críticos descreveram como a principal fonte de poder de Hasina. Ela foi listada entre as 100 pessoas mais influentes do mundo pela Time em 2018 e foi incluída entre as 100 mulheres mais poderosas do mundo pela Forbes em 2015, 2018 e 2022. Ela foi a chefe de governo feminina com mais tempo no poder.